# Essere o non essere

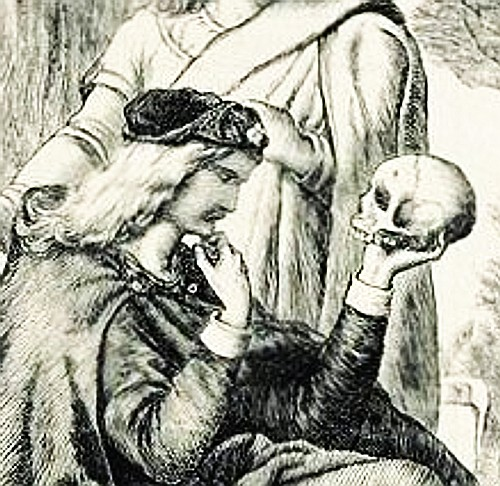
Spesso quando pronuncia il soliloquio Amleto viene rappresentato con in mano il teschio del buffone Yorick, ma in realtà si tratta di due scene diverse.

«Essere, o non essere, questo è il dilemma» (To be, or not to be, that is the question. nell'originale inglese), è una celebre frase dell'Amleto Atto 3, scena 1 di William Shakespeare.
La battuta viene pronunciata dal principe Amleto all'inizio del soliloquio nella prima scena del terzo atto della tragedia. È una delle frasi più celebri della letteratura di tutti i tempi, ed è stata oggetto di numerosi studi e diverse interpretazioni. L'interrogativo esistenziale del vivere soffrendo (essere) o ribellarsi rischiando di morire (non essere) è alla radice dell'indecisione che impedisce ad Amleto di agire (il famoso «dubbio amletico»). Spesso è stato associato all'idea del suicidio.
Nell'immaginario popolare il celebre soliloquio viene spesso confuso con un'altra scena dell'opera, quella di Amleto che scopre il teschio del buffone di corte Yorick. Questa confusione ha dato origine alle varie rappresentazioni di Amleto che pronuncia «essere o non essere» mentre regge in mano un teschio.
Nel linguaggio comune, l'espressione «essere o non essere, è questo il dilemma» viene spesso adoperata anche in senso parodico, così come tutte le infinite varianti del tipo «X o non X».

## Testo
(Amleto, atto terzo, scena prima)